# Europejskie Igrzyska Halowe w Lekkoatletyce 1969 – skok wzwyż kobiet
Skok wzwyż kobiet – jedna z konkurencji technicznych rozgrywanych podczas lekkoatletycznych europejskich igrzysk halowych w hali Palac Lodowy w Belgradzie. Rozegrano od razu finał 8 marca 1969. Zwyciężyła reprezentantka NRD Rita Schmidt, która obroniła tytuł zdobyty na poprzednich igrzyskach.

## Rezultaty

### Finał
Rozegrano od razu finał, w którym wzięło udział 12 zawodniczek.

Opracowano na podstawie materiału źródłowego.
| Miejsce | Zawodniczka        | Wynik |
| ------- | ------------------ | ----- |
| 1       | Rita Schmidt       | 1,82  |
| 2       | Jordanka Błagoewa  | 1,82  |
| 3       | Antonina Łazariewa | 1,79  |
| 4       | Wałentyna Kozyr    | 1,79  |
| 5       | Ghislaine Barnay   | 1,79  |
| 6       | Mária Faithová     | 1,76  |
| 7       | Danuta Berezowska  | 1,76  |
| 8       | Breda Babošek      | 1,73  |
| 9       | Ilona Gusenbauer   | 1,70  |
| 9       | Barbara Inkpen     | 1,70  |
| 11      | Magdolna Komka     | 1,70  |
| 12      | Liese Prokop       | 1,55  |